# Морис Тейнак
Морис Тейнак (фр. Maurice Teynac, настоящее имя — Морис-Эммануэль-Мари Гаррос фр. Maurice Emmanuel Marie Garfros; 8 августа 1915, Париж, Франция — 28 марта 1992, там же) — французский актёр театра и кино.

## Биография
Морис Гаррос родился в парижской семье из среднего класса. В подростковом возрасте он посещал колледж Сен-Жан в Бетюни. После обучения от поехал к Версалю в поисках работы, где стал торговым представителем бренда шампанских вин.
Как актер Морис Тейнак дебютировал в кино в начале 1940-х годов, снявшись за время своей карьеры в более чем 100 кино и телефильмах и сериалах, играя преимущественно роли второго плана. Во Франции снимался у Абеля Ганса, Саши Гитри, Андре Кайата, Андре Юнебеля, Анри Декуэна, Реймонд Бернара, Косты-Гавраса. Играл также роли в фильмах иностранных режиссеров: Эдуара Молинаро, Сфен, Орсона Уэллса, Хуана Антонио Бардема, Теренса Янга и Анатоля Литвака.
В 1949 году Морис Тейнак сыграл главную мистическую роль Фантомаса в фильме Робера Вернэ «Фантомас против Фантомаса».
Тейнак обладал голосом со специфической дикцией, благодаря которому он выступал в многочисленных радиопередачах, в записях дисков и дублировании фильмов. На радио он сыграл Шерлока Холмса в партнерстве с Пьером Монди в роли доктора Ватсона в мыльной опере, транслировавшейся во Франции в 1958-59 годах. Его голосом разговаривали герои Жюля Верна на дисковых записях, осуществленных в конце 1950-х фирмой «Фестиваль» (фр. Festival): Филеас Фогг в «Вокруг света за восемьдесят дней» и профессор Линденброк в «Путешествии к центру Земли».
В 1940—1980 годах Морис Тейнак выступал как театральный актер на сцене ряда парижских театров: Театра Мариньи, Театра труда (фр. Théâtre de l'Œuvre), Театра Монпарнас и др.
Морис Тейнак умер 28 марта 1992 в Париже в возрасте 76 лет. Похоронен на кладбище Батиньоль (30 участок) в XVII округе Парижа.